# Ashton (Iowa)
Ashton é uma cidade localizada no estado americano de Iowa, no Condado de Osceola.

## Demografia
Segundo o censo americano de 2000, a sua população era de 461 habitantes. 
Em 2006, foi estimada uma população de 435, um decréscimo de 26 (-5.6%).

## Geografia
De acordo com o United States Census Bureau tem uma área de 
2,6 km², dos quais 2,6 km² cobertos por terra e 0,0 km² cobertos por água. Ashton localiza-se a aproximadamente 444 m acima do nível do mar.

## Localidades na vizinhança
O diagrama seguinte representa as localidades num raio de 16 km ao redor de Ashton. 